# ナイニンガー鉱
ナイニンガー鉱（硫苦土鉱、ニニンゲライト、英: niningerite）は、MgSという化学式を持つマグネシウム硫化鉱物で、エンスタタイト・コンドライトに分類される隕石中に見られる。鉄類似体にカイル鉱（keilite）が存在する。この鉱物は、アメリカ合衆国の隕石学者ハーヴィー・ナイニンガーに因んで命名された。